# PERMANOVA
Permutacyjna wielowymiarowa analiza wariancji (ang. permutational multivariate analysis of variance, w skrócie PERMANOVA) – test statystyczny wykorzystywany w statystyce wielowymiarowej, będący jednym z testów permutacyjnych. PERMANOVA może być postrzegana jako nieparametryczna alternatywa dla testu MANOVA. Jest używana wtedy, gdy chcemy porównać dwie grupy badanych (lub większą liczbę grup) pod względem dwóch zmiennych zależnych. Ponieważ nie jest to test parametryczny, może być użyty wtedy, gdy nie są spełnione założenia konieczne do tego, aby móc przeprowadzić test MANOVA.
Przykład wykorzystania testu PERMANOVA: Porównujemy trzy grupy badanych osób (np. osoby młode, osoby w średnim wieku i seniorów) pod względem dwóch zmiennych zależnych: ciśnienie krwi i poziomu cholesterolu.
Pierwotnie PERMANOVY używano wyłącznie w badaniach realizowanych na potrzeby ekologii, natomiast obecnie jest stosowana również poza tą dziedziną: w naukach medycznych, społecznych, biologicznych, ekonomicznych, rolniczych, w chemii itd.

## Różnice pomiędzy ANOVĄ, MANOVĄ i PERMANOVĄ
ANOVA, MANOVA i PERMANOVA są testami statystycznymi służącymi do porównywania dwóch lub większej liczby grup pod względem albo jednej zmiennej zależnej (ANOVA), albo dwóch zmiennych zależnych (MANOVA i PERMANOVA). ANOVA i MANOVA są testami parametrycznymi, zaś PERMANOVA jest testem nieparametrycznym. Tym, co łączy te wszystkie procedury jest to, że zmienne zależne (bez względu na ich liczbę) są zmiennymi ze skali przedziałowej lub interwałowej (w klasyfikacji skal pomiarowych Stanleya Smitha Stevensa).
|                                     | ANOVA           | MANOVA           | PERMANOVA        |
| ----------------------------------- | --------------- | ---------------- | ---------------- |
| Czy jest testem parametrycznym?     | Tak             | Tak              | Nie              |
| Ile zmiennych zależnych uwzględnia? | Jedną           | Więcej niż jedną | Więcej niż jedną |
| Ile grup porównuje?                 | Dwie lub więcej | Dwie lub więcej  | Dwie lub więcej  |